# Oleg Sogrine
Oleg Sogrine était un joueur de volley-ball russe, né le 29 janvier 1970 à Ivanovo. Il mesure 2,05 m et jouait réceptionneur-attaquant.

## Clubs
| Club                           | Pays                     | De        | À         |
| ------------------------------ | ------------------------ | --------- | --------- |
| Avtomobilist Saint-Pétersbourg | Union soviétique/ Russie | 1986-1987 | 1995-1996 |
| AS Cannes                      | France                   | 1996-1997 | 1996-1997 |
| Cutrofiano                     | Italie                   | 1997-1998 | 1997-1998 |
| Trente                         | Italie                   | 1998-1999 | 1998-1999 |
| Aris Salonique                 | Grèce                    | 1999-2000 | 1999-2000 |
| C.I.T. Livourne                | Italie                   | 2000-2001 | 2001-2002 |

## Palmarès
- National
  - Coupe de Russie : 1992, 1993
  - Coupe d'URSS : 1989

- Européen
  - Coupe de la CEV : 1988, 1989